# 허이슬
허이슬(1989년 2월 13일 ~ )은 대한민국의 배우이다.

## 학력
- 중앙대학교 무용학

## 출연 작품

### 드라마, 영화
| 연도      | 종류   | 방송사 | 제목                        | 역할                | 비고 |
| --------- | ------ | ------ | --------------------------- | ------------------- | ---- |
| 2008년    | 영화   | ●      | 울학교 이티                 | 당구장 여대생 3역   |      |
| 2010년    | 드라마 | MBC    | 동이                        | 영선 역             |      |
| 2010년    | 영화   | ●      | 악마를 보았다               | 수녀 2 역           |      |
| 2012~2013 | 드라마 | MBC    | 마의                        | 의녀 박은비 역      |      |
| 2015년    | 드라마 | KBS2   | 오늘부터 사랑해             | 젊은 시절 양미자 역 |      |
| 2017년    | 드라마 | tvN    | 세상에서 가장 아름다운 이별 |                     |      |

### 뮤직비디오
- 울랄라세션 - 너랑나랑 (2014년)

### 예능 프로그램
- 2011년 온게임넷 황혼에서 새벽까지
- 2011년 온게임넷 켠김에 왕까지